# Grau (orografia)

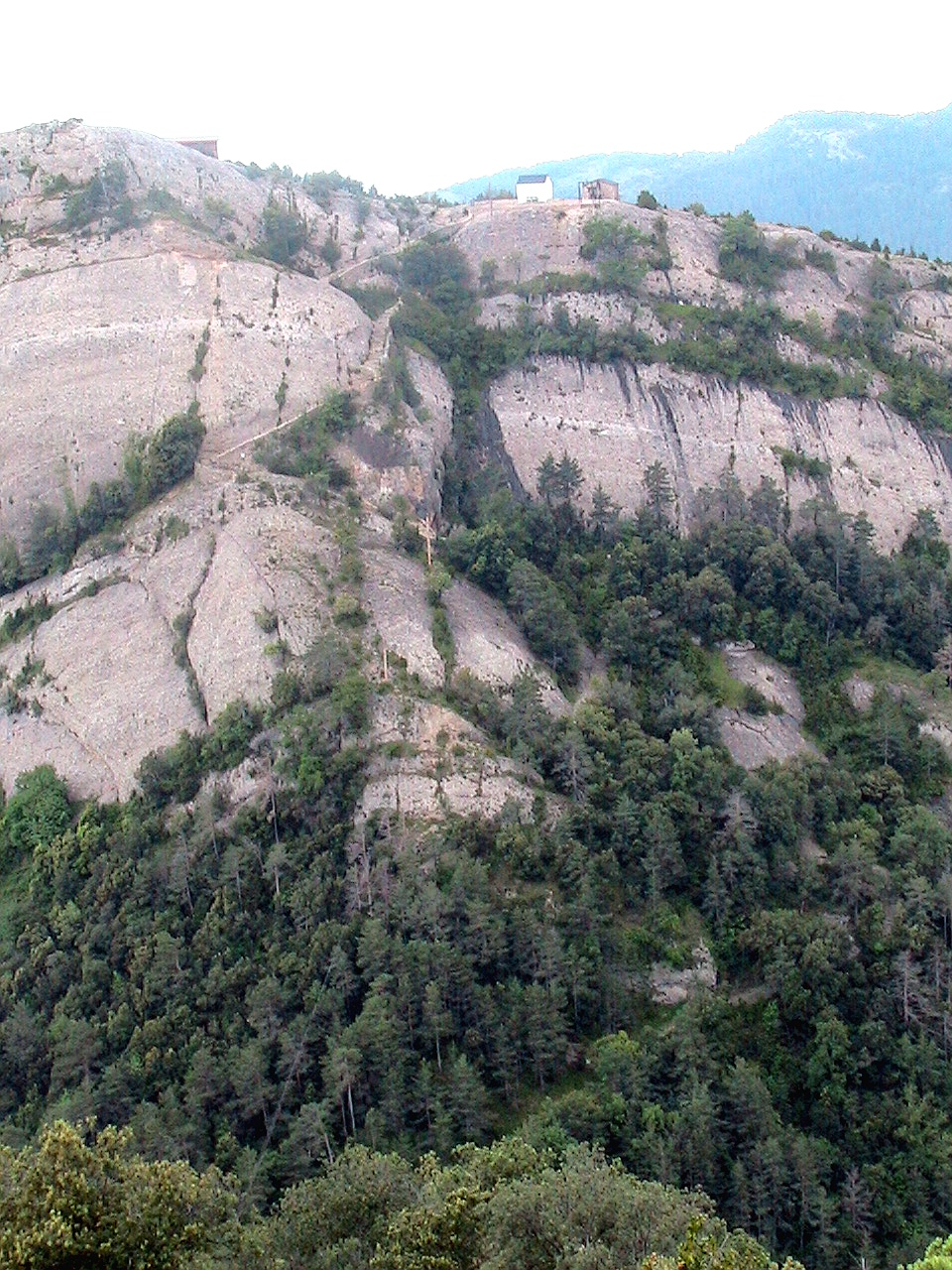
El Grau de Lord, íntegrament obrat, salva un desnivell de 100 metres per accedir a la Mola de Lord

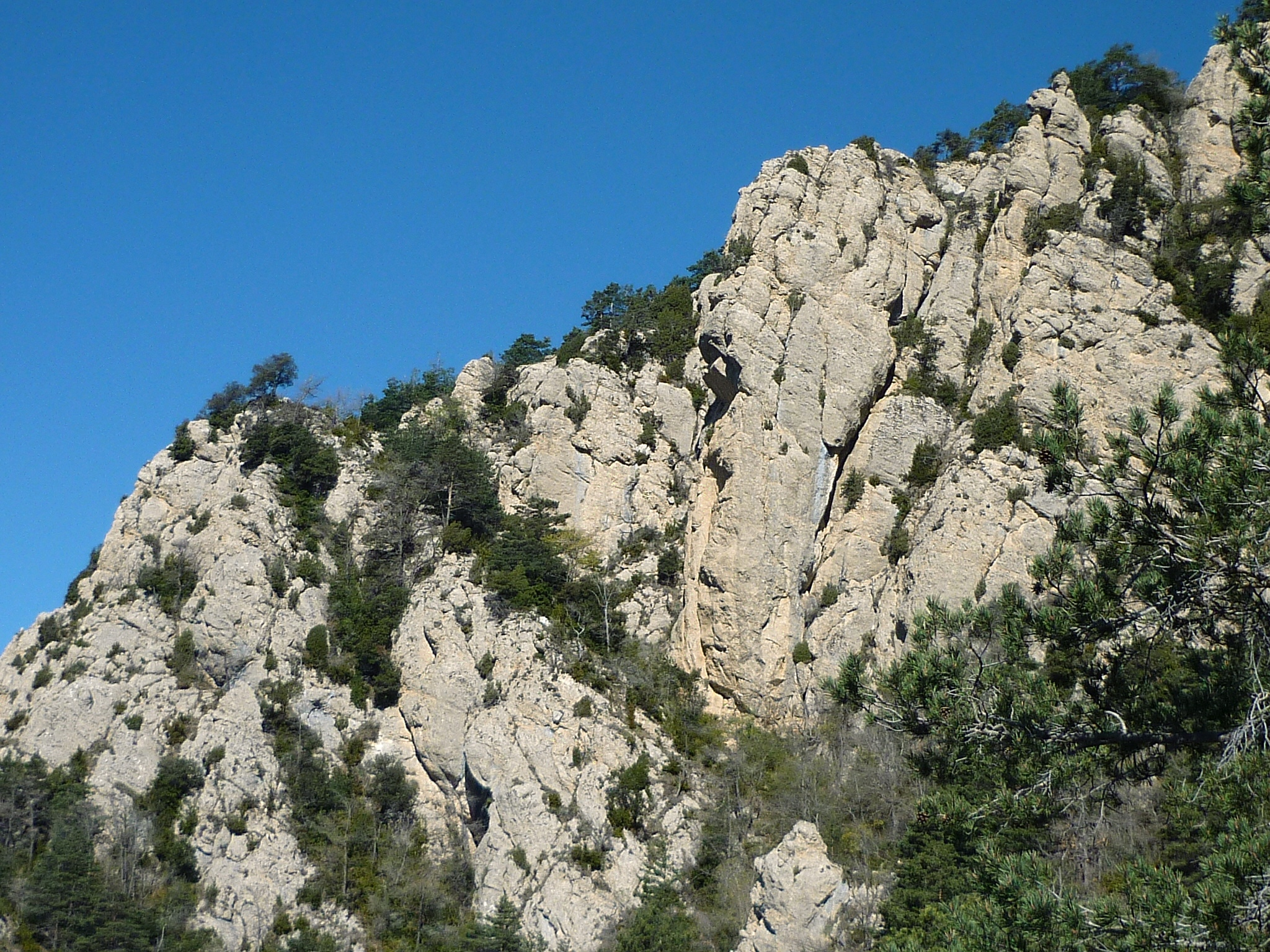
El Grau de l'Olivell (diagonal arbrada), gens obrat, permet salvar el cingle del Serrat de la Corba a Castellar del Riu

Un grau és un pas que transcorre per un indret abrupte i normalment de fort pendent, que permet salvar una cinglera o una costa de difícil accés. Els graus poden estar més o menys obrats (habitualment amb parets i talussos per sostenir o eixamplar el camí, graons, etc.), depenent del seu grau d'utilització, importància del lloc a accedir o la dificultat del pas.